# Maijootsuo
Maijootsuo este o arie protejată (arie specială de conservare — SAC, sit de importanță comunitară — SCI) din Finlanda întinsă pe o suprafață de 42 ha, integral pe uscat.

## Localizare
Centrul sitului Maijootsuo este situat la coordonatele 62°26′54″N 27°23′35″E / 62.4483°N 27.3931°E.

## Înființare
Situl Maijootsuo a fost declarat sit de importanță comunitară în august 1998 pentru a proteja 3 specii de plante. Situl a fost protejat și ca arie specială de conservare în aprilie 2015.

## Biodiversitate
Situată în ecoregiunea boreală, aria protejată conține 5 habitate naturale: Cursuri de apă de la nivel de câmpie la nivel montan, cu vegetație Ranunculion fluitantis și Callitricho-Batrachion, Mlaștini turboase de tranziție și turbării mișcătoare, Izvoare fino-scandinave și mlaștini produse de izvoare bogate în minerale, Mlaștini alcaline, Mlaștini împădurite.
La baza desemnării sitului se află mai multe specii protejate de  plante (3): Hamatocaulis vernicosus, Herzogiella turfacea, Meesia longiseta.
Pe lângă speciile protejate, pe teritoriul sitului au mai fost identificate 15 specii de plante.